# Kristina Lavičková
Kristina Lavičková, též Krista Lavičková nebo Krista Lavíčková (15. prosince 1917  Moravská Ostrava – 11. srpna 1944 Věznice Plötzensee) byla účastnice českého protinacistického odboje popravená nacistickým režimem.

## Život
Její otec byl Paul Hatschek. Po střední škole, kterou absolvovala v roce 1937, pracovala jako sekretářka. Od roku 1937 do roku 1942 byla zaměstnána jako osobní tajemnice okresního hospodářského poradce Otto Esslera v Praze, poté dva roky jako sekretářka v pražské textilce Günter Redlich, a to až do svého zatčení. Byla provdána za Jana Lavičku.
V roce 1943 se Lavičková podílela na založení odbojové skupiny, k níž patřili i její otec a nevlastní matka Elli Hatschek. Její práce spočívala především ve shromažďování informací a tajných dokumentů důležitých pro válečné úsilí a jejich předávání Sovětskému svazu prostřednictvím agentů.
Dne 3. září 1943 byla zatčena (podle jiných informací v listopadu 1943). Spolu se svým otcem byla obviněna z přípravy velezrady.  Oba byli shledáni vinnými na schůzce 27. března 1944 a odsouzeni k smrti jako „bolševičtí váleční špióni“. Její nevlastní matka Elli Hatschek byla v pozdějším procesu také odsouzena k smrti a popravena. Po dočasném uvěznění v ženské věznici Barnimstrasse v Berlíně byla Kristina Lavičková popravena gilotinou ve věznici Berlin-Plötzensee.